# Castle Rock Township (Minnesota)
Die Castle Rock Township ist eine von 17 Townships im Dakota County im südöstlichen Zentrum des US-amerikanischen Bundesstaates Minnesota. Das U.S. Census Bureau hat bei der Volkszählung 2020 eine Einwohnerzahl von 1350 ermittelt.
Die Castle Rock Township ist Bestandteil der Metropolregion Minneapolis–Saint Paul.

## Geografie
Die Castle Rock Township liegt im südlichen Vorortbereich der Städte Minneapolis und Saint Paul. Der Mississippi, der die Grenze zu Wisconsin bildet, befindet sich rund 25 km nordöstlich der Township.
Die Castle Rock Township liegt auf 44°34′48″ nördlicher Breite und 93°06′21″ westlicher Länge und erstreckt sich über 92,72 km².
Die Castle Rock Township liegt im Süden des Dakota County und grenzt im Norden an die Empire Township, im Nordosten an die Vermillion Township, im Osten an die Hampton Township, im Südosten an die Randolph Township und an die Stanton Township im Goodhue County, im Süden an die Sciota Township, im Südwesten an die Waterford Township und die Greenvale Township sowie im Westen an die Eureka Township. Die Städte Farmington (im Nordwesten), Hampton (im Osten) und Randolph (im Südosten) grenzen ebenfalls direkt an die Castle Rock Township.

## Verkehr
Die Nordgrenze der Township wird von der Minnesota State Route 50 gebildet. Alle weiteren Straßen sind County Roads oder weiter untergeordnete teilweise unbefestigte Fahrwege.
Durch den Westen der Castle Rock Township verläuft in Nord-Süd-Richtung eine Eisenbahnlinie der Canadian Pacific Railway.
Der Minneapolis-Saint Paul International Airport, der rund 50 km nordöstlich der Castle Rock Township liegt, ist der nächste Flughafen.

## Demografische Daten
Nach der Volkszählung im Jahr 2010 lebten in der Castle Rock Township 1342 Menschen in 504 Haushalten. Die Bevölkerungsdichte betrug 14,5 Einwohner pro Quadratkilometer. In den 504 Haushalten lebten statistisch je 2,66 Personen.
Ethnisch betrachtet setzte sich die Bevölkerung zusammen aus 96,6 Prozent Weißen, 0,7 Prozent Afroamerikanern, 0,7 Prozent amerikanischen Ureinwohnern, 1,0 Prozent Asiaten sowie 0,5 Prozent aus anderen ethnischen Gruppen; 0,5 Prozent stammten von zwei oder mehr Ethnien ab. Unabhängig von der ethnischen Zugehörigkeit waren 1,8 Prozent der Bevölkerung spanischer oder lateinamerikanischer Abstammung.
21,0 Prozent der Bevölkerung waren unter 18 Jahre alt, 65,6 Prozent waren zwischen 18 und 64 und 13,4 Prozent waren 65 Jahre oder älter. 49,0 Prozent der Bevölkerung war weiblich.
Das mittlere jährliche Einkommen eines Haushalts lag bei 74.961 USD. Das Pro-Kopf-Einkommen betrug 34.359 USD. 8,8 Prozent der Einwohner lebten unterhalb der Armutsgrenze.

## Ortschaften in der Castle Rock Township
Neben Streubesiedlung existiert in der Township mit Castle Rock eine Siedlung mit dem Status „Unincorporated Community“.